# برنامه ۱۰۰ کلاس درس
برنامه ۱۰۰ کلاس درس یک پروژه مشترک از سوی دویچه وله و Cap Anamur برای ساخت و بازسازی کلاس‌های درس در افغانستان پس از حمله نیروهای آمریکایی در سال ۲۰۰۱ بود. این برنامه در ۲۳ جوزا/خرداد ۱۳۸۲ به ساخت تقریباً ۳۰۰ کلاس درس و۳۲ مدرسه کمک کرد.
این کلاس‌های درس حدود ۴۰ متر مساحت داشتند که می‌توانست بین ۳۰ تا ۴۰ دانش‌آموز را جا دهد. رهبران موافقت کردند که مدارس هم برای پسران و هم برای دختران باز باشد.
بودجه این پروژه از طریق کمک‌های مالی از سراسر جهان، که بیش از ۳۸۰، ۰۰۰ نفر بود، تأمین گردید.